# Minimax (televizijski kanal)
Minimax je kanal na kojem se emitiraju crtani filmovi. Emitiranje za područje Mađarske je počelo 1999. godine, za područje Rumunjske 2001. godine, za područje Češke i Slovačke 2003. godine. U Španjolskoj je emitiran od 1994. do 1998. godine, u Poljskoj je emitiran od 1999. do 2004. godine, u Srbiji je počeo s emitiranjem 2008. godine a u Sloveniji je počelo s emitiranjem 2013. godine.
Ciljevi Minimaxa su: edukacija uz zabavu, nenasilje, nove emisije i klasici lokalnih tržišta. 

## Vanjske poveznice
- Službena stranica  Arhivirana inačica izvorne stranice od 17. prosinca 2008. (Wayback Machine)
- TV raspored za područje Hrvatske